# ما وراء الخير والشر
ما وراء الخير والشر (بالألمانية: Jenseits von Gut und Böse) كتاب للفيلسوف الألماني فريدريك نيتشه نشره في 1886. ترجمته إلى العربية جيزيلا فالور حجار وراحعه موسى وهبة عن دار الفارابي سنة 2003. يستند هذا الكتاب على أفكار كتابه السابق هكذا تكلم زارادشت ويتوسع فيها ويتناولها من منطلق أكثر نقديةً وجداليةً.
انتهى نيتشة من كتابته في شتاء 1885 — 1886 وأرسله إلى دار نشر كريندر في لايبزغ فتم رفضه، ثم أرسله إلى دار نشر كارل دونكر في برلين فتم رفضه أيضاً، فنشرها على حسابه في دار نشر ناومان في لايبزغ. وخلال الأشهر العشرة الأولى بعد صدور الكتاب بيع منه 114 نسخة فقط.
يهاجم نيتشه في كتابه فلاسفة الماضي متهماً إياهم بانعدام الحس النقدي وقبولهم الأعمى للمسلمات المسيحية في الأخلاقيات، فيتحرك في عمله نحو ما وراء الخير والشر متجاوزاً الأخلاقيات التقليدية ومنتقداً إياها نقداً هداماً.

## روابط خارجية
- ما وراء الخير والشر على موقع الموسوعة البريطانية (الإنجليزية)